# Vassili Bolvinov
Vassili Alexandrovitch Bolvinov (en russe : Василий Александрович Болвинов) ; (1902 - 2 novembre 1942) était un commandant militaire soviétique, qui s'est illustré à la tête de sa brigade lors de la bataille de Stalingrad.

## Biographie
Vassili Bolvinov est né en 1902 dans le village Tikhvinka dans le district Krutinskogo à l'ouest de l'oblast d'Omsk en Russie.
Il s'engage dans l'Armée rouge en 1923 et devient membre du parti communiste.
Il a notamment participé à la bataille de Stalingrad en tant que commandant de la 149e brigade d'infanterie au sein de la 62e Armée.
Sa brigade a tenu des positions défensives au sud et à l'ouest du quartier de Spartanovka (la banlieue nord de Stalingrad), où elle avait construit un solide réseau défensif, qui lui permit de tenir le quartier jusqu'à la fin de la bataille, malgré des assauts répétés des troupes allemandes.
Le 2 novembre 1942, Vassili Bolvinov a été tué lors d'un raid aérien.
Pour son courage et l'héroïsme dans la bataille contre les troupes allemandes, Vassili Bolvinov a reçu l'Ordre de Lénine.

## Postérité
Une rue de Volgograd est nommée en référence à Vassili Bolvinov.